# Girolamo Tiraboschi
Girolamo Tiraboschi (né le 8 décembre 1731 à Bergame – mort le 3 juin 1794 à Modène) est un prêtre jésuite, écrivain et critique littéraire italien du XVIIIe siècle, qui fut le premier historien de la littérature italienne.

## Biographie
Girolamo Tiraboschi étudia au collège jésuite de Monza, entra dans les ordres et fut nommé en 1755 professeur d'éloquence à l'université de Milan. Dans cet environnement sont nés ses premiers travaux de critique littéraire et le prologue en latin De patriae historia oratio, recension documentée de milanais illustres. C'est là également qu'il écrivit, de 1766 à 1768 les trois volumes de Vetera Humiliatorum monumenta annotationibus ac dissertationibus prodromis illustrata, une histoire de l'ordre disparu des Umiliati (Humiliés), un mouvement religieux qui se développa en Lombardie et dans le nord de l'Italie durant la période de développement industriel du tournant des XIIe et XIIIe siècles. La publication de cet ouvrage assura sa réputation littéraire et le fit connaître de la communauté scientifique européenne.
Nommé en 1770 dans la charge de préfet de la bibliothèque de François III, duc de Modène, longtemps occupée par Ludovico Antonio Muratori (1672-1750), il profita de cette activité de bibliothécaire et de l'abondante source de documentation accumulée dans la bibliothèque ducale pour écrire sa monumentale Histoire de la littérature italienne. Ce vaste travail, dans lequel la littérature italienne depuis l'époque des Étrusques jusqu'à la fin du XVIIe siècle est retracée dans le détail, l'a occupé pendant onze ans, de 1771 à 1782, et fut publié à Modène en treize volumes in-quarto, au cours de cette période.
Une seconde édition enrichie (en 16 volumes) a été publiée de 1787 à 1794, et a été suivie par beaucoup d'autres, en plus des traductions en allemand, en français et en anglais.
Tiraboschi mourut à Modène le 3 juin 1794, laissant une grande réputation de vertu, d'éducation et de piété.

## Œuvres
Fruit d'un long et patient travail de recherche, son histoire de la littérature italienne, construite dans un cadre "national" italien qui n'a alors aucune existence politique, et élaborée grâce à une énorme correspondance avec de nombreux écrivains et intellectuels de toute la péninsule, constitue une innovation majeure pour l'histoire de la culture:
Storia della letteratura italiana (it), Modène, presso la Società tipografica, Ire éd., 13 volumes, 1772-1782; 2e éd. revue et augmentée en 15 volumes, plus un seizième pour l'index général, 1787-1794.
Girolamo Tiraboschi a également écrit une série impressionnante d'œuvres d'érudition en grande partie sur la culture et l'histoire de Modène et de l'État des Este, parmi lesquels on peut citer :
- Vita del Conte D. Fulvio Testi (Modène 1780) ;
- Biblioteca modenese (6 vols, 1781-1786) ;
- Notizie de' pittori, scultori, incisori, ed architetti modenesi (1786) ;
- Memorie storiche modenesi (5 vols, 1793-1794).

Il fut le premier collaborateur, et par la suite l'éditeur, du Nuovo giornale dei letterati d'Italia, qu'il publia de 1773 à 1790. Il laissa par ailleurs à sa mort la documentation pour un travail qui lui avait demandé une grande recherche qui fut publié sous le titre Dizionario topografico-storico degli stati estensi (2 vols, 1824-1825).